# John Day Fossil Beds National Monument
Le monument national des sites fossilifères de John Day (en anglais, John Day Fossil Beds National Monument) est un site paléontologique situé dans l'Oregon, État du Nord-Ouest des États-Unis. Il est protégé au titre de monument national depuis 1974.
Le site est nommé d'après John Day, un trappeur membre de l'expédition Astor.

## Description
Le parc est connu pour ses couches bien préservées de plantes fossiles et de mammifères qui vivaient dans la région entre la fin de l’Éocène, il y a environ 45 millions d’années, et la fin du Miocène, il y a environ 5 millions d’années. Couvrant 56 km², le John Day Fossil Beds National Monument se compose de trois unités largement séparées – Sheep Rock, Painted Hills et Clarno – dans le bassin de la rivière John Day dans le centre-est de l’Oregon. Situées sur un terrain accidenté dans les comtés de Wheeler et de Grant, les unités du parc sont caractérisées par des collines, des ravins profonds et des formations rocheuses fossilifères érodées. À l’ouest se trouvent la chaîne des Cascades, au sud les monts Ochoco et à l’est les montagnes Bleues. Les altitudes à l’intérieur du parc varient de 610 à 1 370 m.

## Faune
Les oiseaux sont les animaux les plus souvent observés. Parmi les plus de 50 espèces recensées figurent les buses à queue rousse, les crécerelles d’Amérique, les hiboux grands-ducs, les engoulevents d’Amérique et les grands hérons. Les grands mammifères comme les wapitis, les pumas et les antilopes d'Amérique, ainsi que les petits animaux tels que les blaireaux d'Amérique, les coyotes et les campagnols fréquentent ces unités, qui sont également peuplées d’une grande variété de reptiles, de poissons, de papillons et d’autres créatures adaptées à des niches particulières d’un terrain montagneux semi-désertique. Le castor, la loutre, le vison et les ratons laveurs se trouvent dans ou près de la rivière. Les chauves-souris font partie des autres mammifères du parc. Les mouflons d’Amérique, anéantis dans cette région au début du 20e siècle, ont été réintroduits dans la zone de Sheep Rock en 2010.

## Galerie
- Painted Hills.

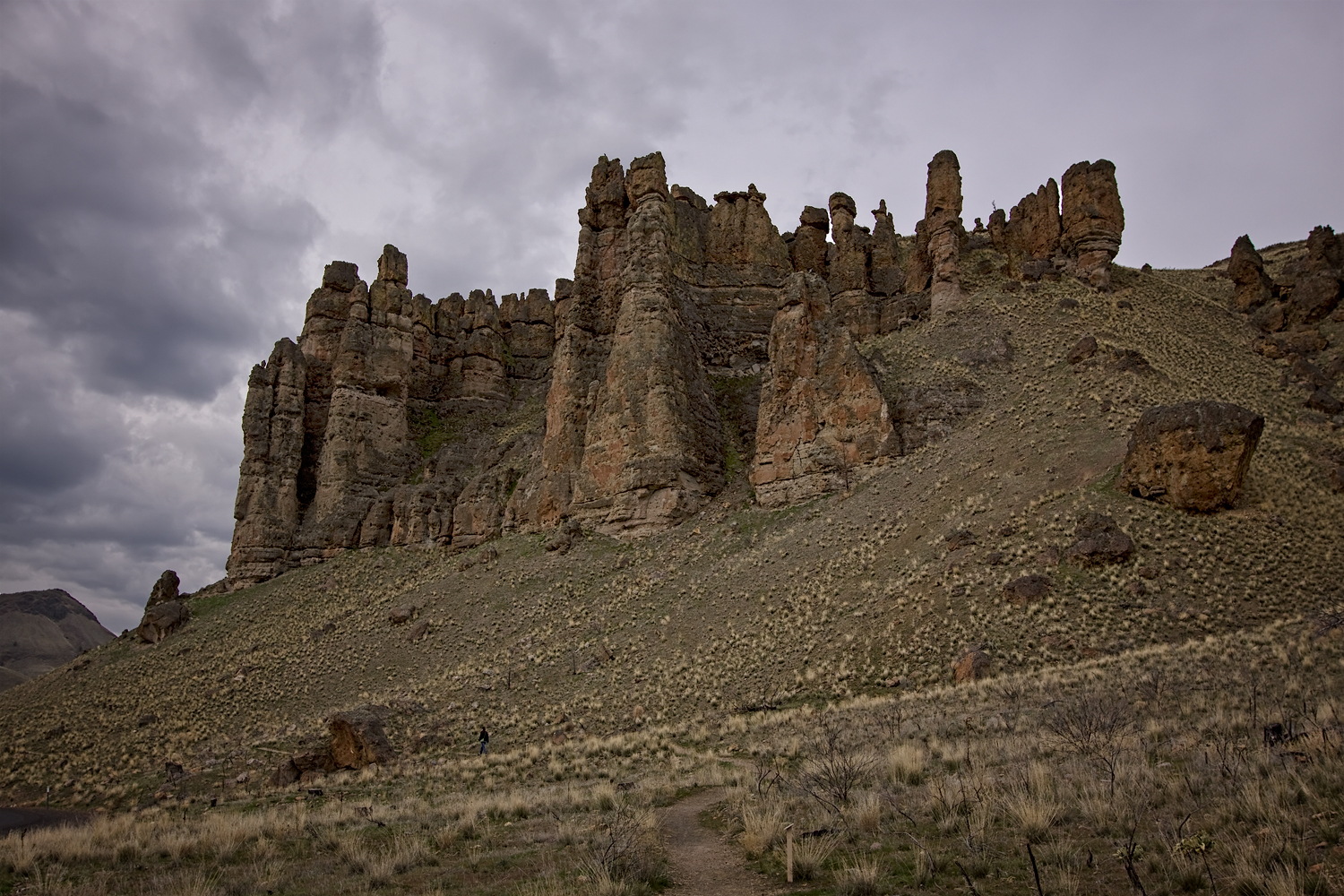
Clarno Palisades.
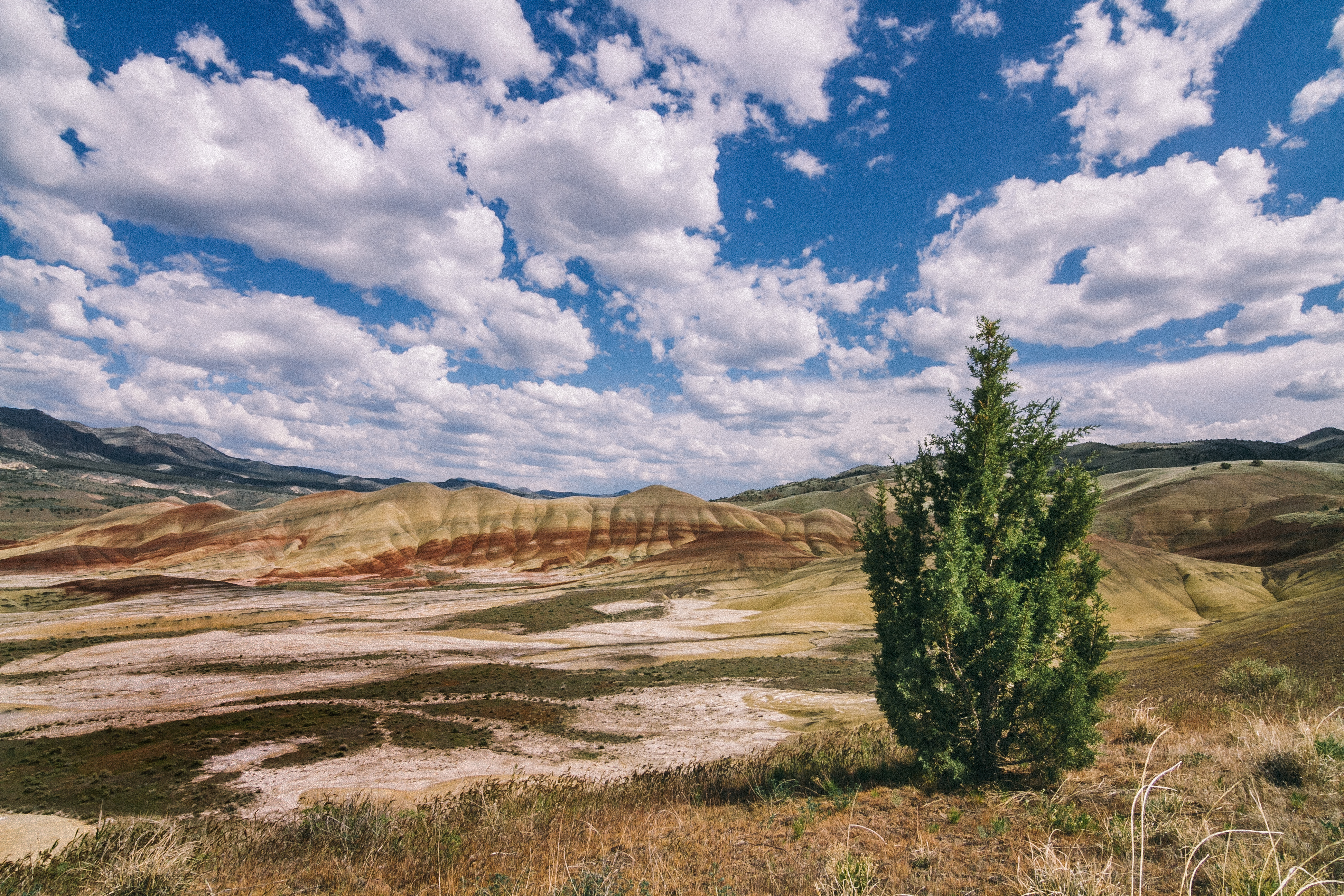
Painted Hills.
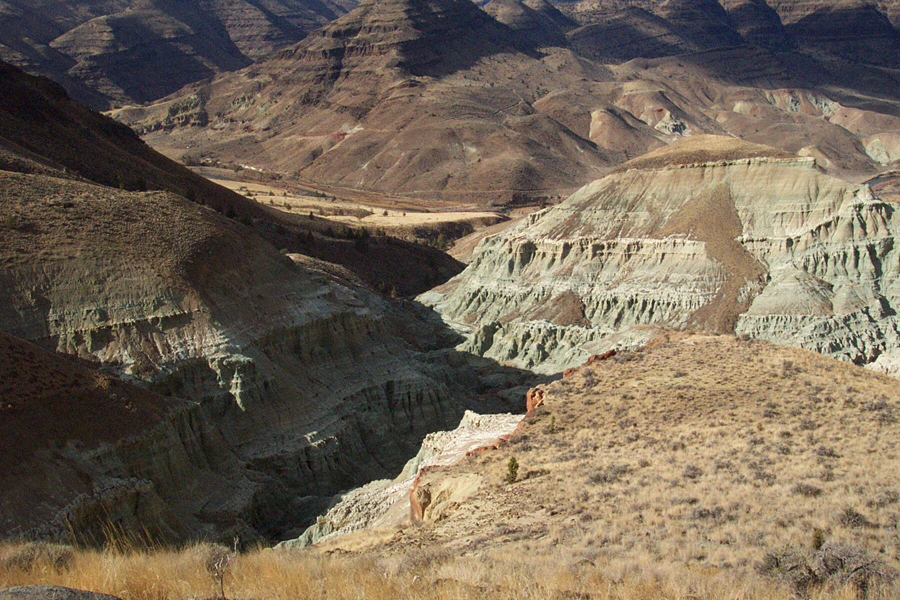
Vue des collines.
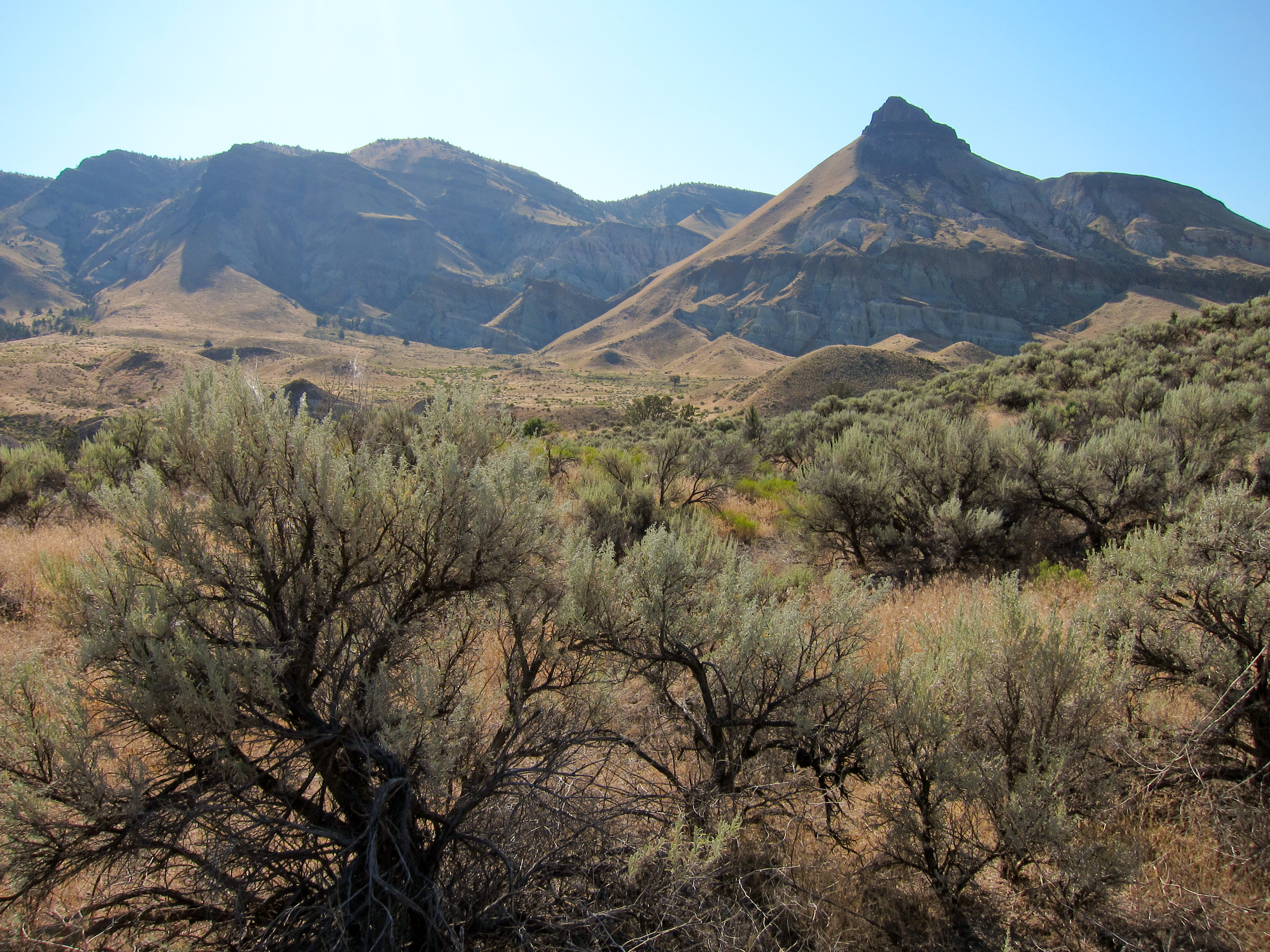
Panorama